# Noites (filme)
Noites (2000) é um filme português de Cláudia Tomaz, sua primeira longa metragem. Caracteriza-se por ter sido filmado sem financiamentos e por, sendo uma ficção, recorrer a personagens reais, em situações reais, e a actores profissionais, em situações encenadas. Caracteriza-se ainda pelo uso de uma pequena câmara digital nas filmagens. Na linha da tradição  portuguesa empenhada no cinema do real, é uma mistura de documentário e ficção que, pelo tema, pela técnica e pelas influências pessoais se identifica com o cinema de Pedro Costa. O produtor Paulo Branco interessou-se entretanto pela obra e viabilizou o seu acabamento e difusão.
O filme estreou no cinema King, em Lisboa, a 22 de Setembro de 2000.

## Ficha artística
- João Pereira - João
- Cláudia Tomaz - Teresa
- Ana Bustorff - mãe de Teresa
- Isabel Ruth - cliente
- João d'Ávila - cliente

## Prémios
Noites (2000), recebeu o prémio para Melhor Filme da Semana da Crítica do 57º Festival Internacional de Cinema de Veneza de 2000